# Patara poeciloptera
Patara poeciloptera är en insektsart som beskrevs av Ronald Gordon Fennah 1945. Patara poeciloptera ingår i släktet Patara och familjen Derbidae. Inga underarter finns listade i Catalogue of Life.